# Maurice Guiraud-Rivière
Pour les articles homonymes, voir Guiraud.
Maurice Guiraud-Rivière, né Jean Achille Maurice Guiraud à Toulouse le 10 février 1881 et mort en 1947 est un peintre, dessinateur, et sculpteur français.

## Biographie

### Formation artistique
Neveu du sculpteur Théodore Rivière, Maurice Guiraud-Rivière est élève de l'École nationale supérieure des beaux-arts de Paris où il étudie sous la direction d'Antonin Mercié, maître de son oncle et comme eux, natif de Toulouse.
Il expose au Salon des artistes français à partir de 1907, et également au Salon des humoristes.

## Œuvres

Affiche de Maurice Guiraud-Rivière pour Air France, c. 1935.

Sculpteur de style Art déco, Maurice Guiraud-Rivière est l'auteur de nombreuses statuettes — en bronze ou de type chryséléphantin — principalement sur les thèmes de la femme, du sport, de l'aviation ou de l'automobile. La plupart de ses œuvres sont éditées par la maison Etling qui, fondée en 1909, fut très active dans l'édition de bronzes Art déco et représentait de nombreux sculpteurs de ce mouvement artistique dont Demetre Chiparus.
Maurice Guiraud-Rivière est également connu pour ses mascottes automobiles, domaine dans lequel il s'est beaucoup investi. Il fait partie des sculpteurs ayant créé quelques-unes des plus belles mascottes connues lors de l'âge d'or de cette production, de 1919 à 1930. Ses mascottes sont actuellement recherchées par les collectionneurs.
Il est aussi un auteur de modèles pour la Manufacture nationale de Sèvres entre 1911 et 1923.
En 1924, lors des jeux Olympiques de Paris, il participe aux Concours d'Art dans la section sculpture; il présente 7 sculptures : Les coureurs, Football Association, Joueur de chistera, Coureur, Joueur de rugby, Joueur d'Association et  Lanceur de javelot (rapport officiel de la VIIIe olympiade, p. 610). Il ne reçoit pas de médaille. L'identification de ces sculptures, au sein de l'abondante production "sportive" de Maurice Guiraud-Rivière, est difficile: il n'est pas précisé s'il s'agit de bronzes et leur taille n'est pas non plus indiquée. Aucune illustration ne figurant dans le rapport le seul élément d'orientation est le titre...
Il est également l'auteur de dessins humoristiques et d'aquarelles d'inspiration orientaliste peintes lors d'un voyage au Maroc en 1933. De retour du Maroc, il réalise des affiches pour les Chemins de fer du Maroc et Air France.

### Statuettes en bronze ou chryséléphantines

#### thèmes féminins
- Balle blanche et Jeu avec une balle (il a créé plusieurs statuettes sur ce thème d'une femme jouant avec une balle ou avec une boule, thème emblématique de l'Art déco).
- Femme à la perruche.
- Femme aux deux chevreaux.
- Ève moderne.
- Rêverie diurne.
- Bacchante (tête).
- Bacchante dansant.
- Danse au tambourin.
- La Chauve souris.
- Stella.
- Antinéa.
- Pamela à la flûte de Pan.
- L'Imploration.
- L'Éveil.
- Énigme
- Pensées.
- La Rose de Bagdad
- Nordica (femme avec deux ours blancs).
- Nu assis.
- Nu Art déco.

#### Thèmes sportifs
- Athlète saluant (salut olympique)
- Joueurs de Rugby (scène de plaquage)
- Patineur.
- Sauteur de haie.

" Les coureurs" (JO de 1924)
"Football Association" (JO de 1924)
"Joueur de chistera" (JO de 1924)
"Coureur" (JO de 1024)
"Joueur de rugby" (JO de 1924)
"Joueur d'Association" (JO de 1924)
"Lanceur de Javelot" (JO de 1924)

#### Thèmes liés à l'automobile et au hippisme
- Coureur automobile.
- Avant la course.
- La Pesée.
- Le Gagnant.
- Le Perdant.
- Saut d'obstacle.
- Fin de course.
- Retour à l'écurie.

#### Thèmes animaliers
Maurice Guiraud-Rivière s'est peu illustré en dehors d'animaux associés à une figure de femme ou de sujets pour les mascottes automobile.
- Tigre marchant.
- Lionne.
- Écureuils, céramique.
- Les éléphants au ballon, céramique.

#### Mascottes automobiles
- Boxeur (Georges Carpentier), 1920-1925
- Femme à la boule, 1920.
- L'Équilibre au vent, 1925.
- Aida, 1925.
- Icare, 1920.
- Pierrot à la lanterne, 1925.
- Archer égyptien, 1918-1924, pour les Automobiles Grégoire.
- Singe se mirant, 1920.
- Kangourou Art déco, 1925.

### Statuettes en céramique
- Tête de femme (buste).
- Venezia (allégorie).

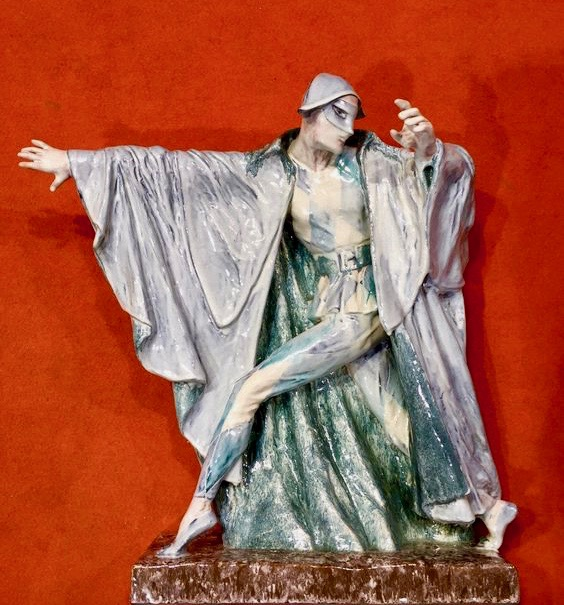
Arlequin (vers 1930), localisation inconnue.

- Arlequin, céramique émaillée craquelée blanc gris et vert, vers 1930.

### Varia

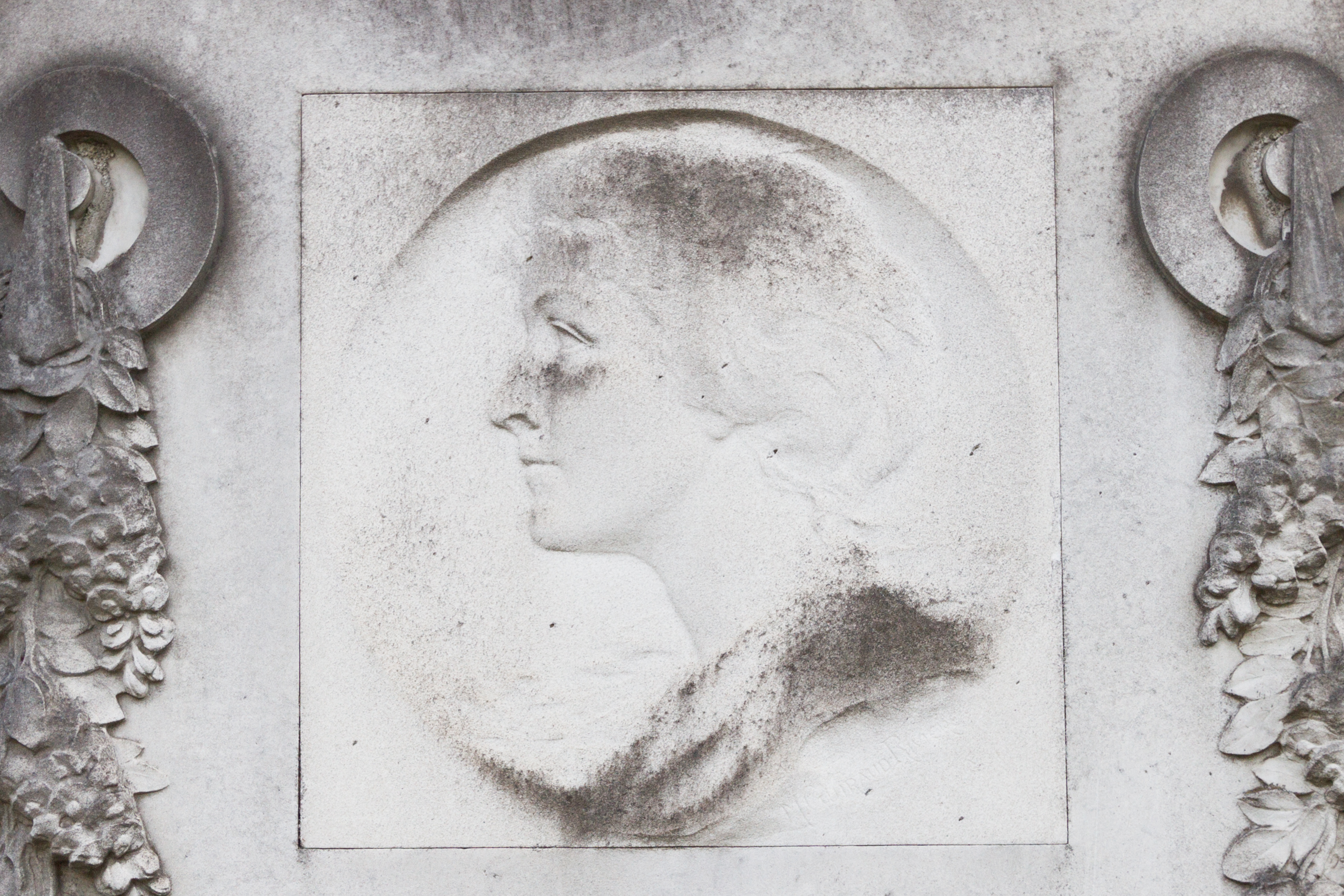
Jeanne André, Paris, cimetière du Père-Lachaise.

- Buste de Philibert de Clermont-Tonnerre, Ancy-le-Franc, château d'Ancy-le-Franc.
- La Charité de saint Martin, vers 1930, bas-relief ornant le tympan du porche de l'église Saint-Martin de Roisel.
- Jeanne André, médaillon en marbre, Paris, cimetière du Père-Lachaise.